# Marcos Vinicius Silva Cupertino
Marcos Vinicius Silva Cupertino (sinh ngày 7 tháng 6 năm 1996) là một cầu thủ bóng đá người Brasil.

## Sự nghiệp câu lạc bộ
Marcos Vinicius Silva Cupertino hiện đang chơi cho Tochigi SC.